# Witold Lutosławski
Witold Roman Lutosławski  (født 25. januar 1913, død 7. februar 1994 ) var en polsk komponist, pianist og dirigent, og han betragtes som en af de vigtigste komponister i polsk musik siden Frederic Chopin. 

## Biografi
Witold Lutosławski studerede klaverspil og komposition i Warszawa, og hans første værker var inspireret af polsk folkemusik. Han begyndte at udvikle sin egen stil i slutningen af 1950'erne, og hans kompositioner siden da har indarbejdet hans egne metoder til at opbygge harmonier af små grupper af intervaller. Der indgår også elementer af tilfældighed i  rytmen. Han har blandt andet skrevet fire symfonier, en orkesterkoncert, flere andre koncerter, kammermusik samt sangcykler.
Under det kommunistiske styre i Polen blev han bandlyst af styret for at være "formalist", og hans musik var kun tilgængelig for eliten i mange år. I 1980'erne støttede Lutosławski Solidarność-bevægelsen, og efter systemskiftet i 1989 blev han rehabiliteret.
Han modtog flere priser, herunder i 1967 Léonie Sonnings Musikpris samt i 1993 Polar Music Prize.

## Udvalgte værker
- Symfoni nr. 1 (1941-1947) - for orkester
- Symfoni nr. 2 (1965-1967) - for orkester
- Symfoni nr. 3 (1981-1983) - for orkester
- Symfoni nr. 4 (1988-1992) - for orkester
- Symfoniske variationer (1936–1938) - for orkester